# ایالات متحده آمریکا در المپیک تابستانی ۱۹۱۲
ایالات متحده آمریکا در بازی‌های المپیک تابستانی ۱۹۱۲ که در استکهلم سوئد برگزار شد، با ۱۷۴ ورزشکار شرکت نمود و موفق به کسب ۶۳ مدال (۲۵ طلا، ۱۹ نقره، ۱۹ برنز) شد که در رتبه ۱ مسابقات قرار گرفت.